# Mooo!
Mooo! è un singolo della rapper statunitense Doja Cat, pubblicato il 31 agosto 2018 come primo estratto dalla ristampa del primo album in studio Amala.

## Pubblicazione
La canzone è stata originariamente resa disponibile per l'ascolto su SoundCloud il 10 agosto 2018, assieme al video musicale. In seguito al successo virale ricevuto sul web la rapper ne ha pubblicato una versione aggiornata come singolo su iTunes e Spotify il 31 agosto successivo.

## Descrizione
La strumentale del brano utilizza un campionamento di Polka Dots and Moonbeams di Wes Montgomery, mentre il testo contiene interpolazioni tratte da Milkshake di Kelis e Move Bitch di Ludacris. Musicalmente Mooo! è stata descritta da Paper e dall'Independent come una canzone chillhop e comedy hip hop.

## Video musicale
Il video musicale è stato diretto e girato dalla stessa interprete ed è stato realizzato con l'utilizzo di gif animate scaricate da Google, mentre le riprese sono state effettuate presso la camera da letto dell'artista; entrambe sono state unite grazie alla tecnica del green screen.

## Tracce
Testi e musiche di Amala Zandile Dlamini, Antwoine Collins, David Sprecher, Chad Hugo, Pharrell Williams, Craig Lawson, Bobby Sandimanie, Jonathan Smith e Michael Tyler.
1. Mooo! – 4:46

## Successo virale
Il video della canzone ha raggiunto un'immediata popolarità sui social media, e in particolare su Twitter, dove è divenuto un vero e proprio meme, ricevendo inoltre l'attenzione e gli elogi di artisti di successo tra cui Chance the Rapper, Katy Perry e Chris Brown. Scrivendo per Pitchfork, Rawiya Kameir ha sottolineato che «l'improvvisa attenzione di Mooo! le ha dato [a Doja Cat] un'opportunità di rifare la sua carriera in un modo che si adattava maggiormente alla sua personalità».